# Кубок мира по горному бегу 2001
17-й Кубок мира по горному бегу прошёл 15 и 16 сентября 2001 года в альпийском городе Арта-Терме (Италия). Участники соревновались в дисциплине горного бега «вверх-вниз». Разыгрывались 8 комплектов наград: по четыре в индивидуальном и командном первенствах (мужчины, женщины, юниоры и юниорки до 20 лет). Среди юниоров могли выступать спортсмены 1982 года рождения и моложе.
Турнир вернулся в Италию спустя девять лет. Соревнования принял город Арта-Терме в области Фриули — Венеция-Джулия на северо-востоке Италии. Круговая трасса была проложена по склонам окрестных гор в долине Валь-Бут. Перепад высот на одном круге составлял около 350 метров, верхняя точка пути находилась в районе деревни Кабия на высоте 753 метра над уровнем моря. Старт и финиш располагались в Арта-Терме. Традиционно сильная сборная Италии имела на этой трассе дополнительное преимущество: в предыдущие годы здесь регулярно проходил чемпионат страны по горному бегу.
На старт вышли 346 бегунов (143 мужчины, 86 женщин, 71 юниор и 46 юниорок) из 30 стран мира. Каждая страна могла выставить до 6 человек в мужской забег, до 4 человек — в женский и юниорский и до 3 человек — среди юниорок. Сильнейшие в командном первенстве определялись по сумме мест четырёх лучших участников у мужчин, трёх лучших — у женщин и юниоров, двух лучших — у юниорок.
Леа Феч из Швейцарии первенствовала в забеге юниорок и завоевала вторую медаль Кубка мира. Годом ранее на её счету была бронза. В командном зачёте победили польские девушки, которые принесли своей стране первое золото в истории турнира.
Третий год подряд Флориан Хайнцле финишировал вторым среди юниоров. Чемпионский титул в этот раз достался итальянцу Стефано Скаини, пьедестал дополнил его соотечественник Давиде Спини. Эти два результата предопределили успех хозяев соревнований в командном первенстве — в седьмой раз подряд.
Двукратный призёр Кубка мира (1997, 1998) Мелисса Мун из Новой Зеландии в 2001 году предприняла основательную попытку завоевать чемпионский титул. Большую часть лета она провела в Европе, выступая против признанных лидеров горного бега на этапах Гран-при. В Арта-Терме ей сполна удалось реализовать свою готовность. На первой половине дистанции (беге вверх) Мелиссе удалось создать отрыв, который её соперницы (в первую очередь, Анна Пихртова из Чехии) не смогли ликвидировать на заключительном отрезке (беге вниз). Преимущество Мун на финише составило 15 секунд.
Среди мужчин вызов хозяевам соревнований смог бросить англичанин Билли Бёрнс. По ходу дистанции он предпринял попытку отрыва, лидируя в верхней точке второго (заключительного) круга. Однако на финальном спуске его смогли опередить два итальянца. Марко Де Гаспери и Эмануэле Манци вели борьбу за победу до самого финиша — сильнейшим в ней оказался Де Гаспери, опередивший оппонента всего на 3 секунды (наименьшее преимущество чемпиона в истории соревнований). Бёрнс финишировал третьим через 13 секунд. 24-летний Де Гаспери в третий раз стал победителем Кубка мира. С 1997 года чемпионский титул доставался только ему и Джонатану Уайатту из Новой Зеландии, причём поочерёдно. Де Гаспери становился первым в годы, когда проводилась дистанция «вверх-вниз», Уайатт дважды был лучше на трассе «вверх». В командном зачёте сборная Италии в девятый раз подряд одержала уверенную победу.

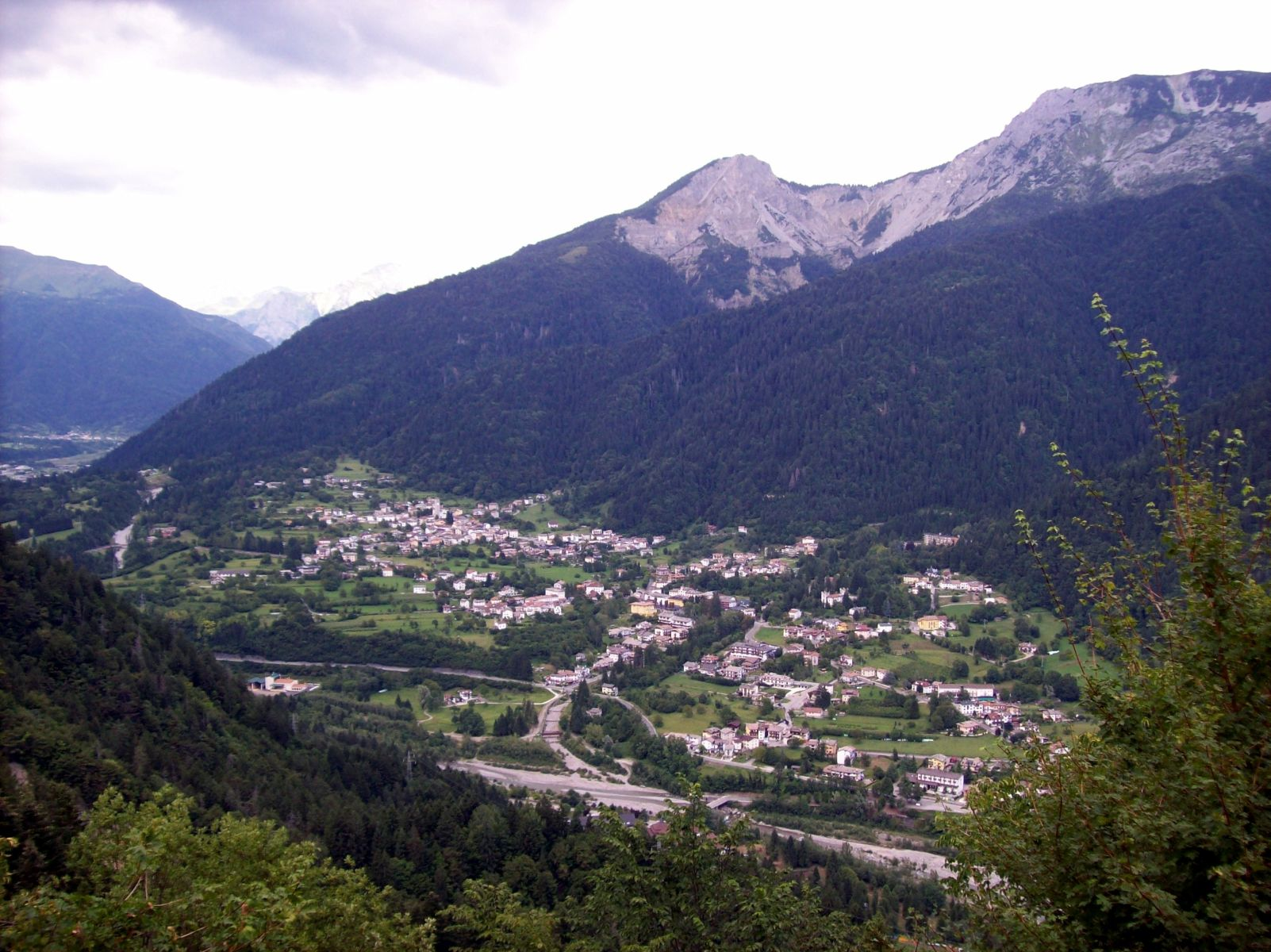
Панорама Арта-Терме
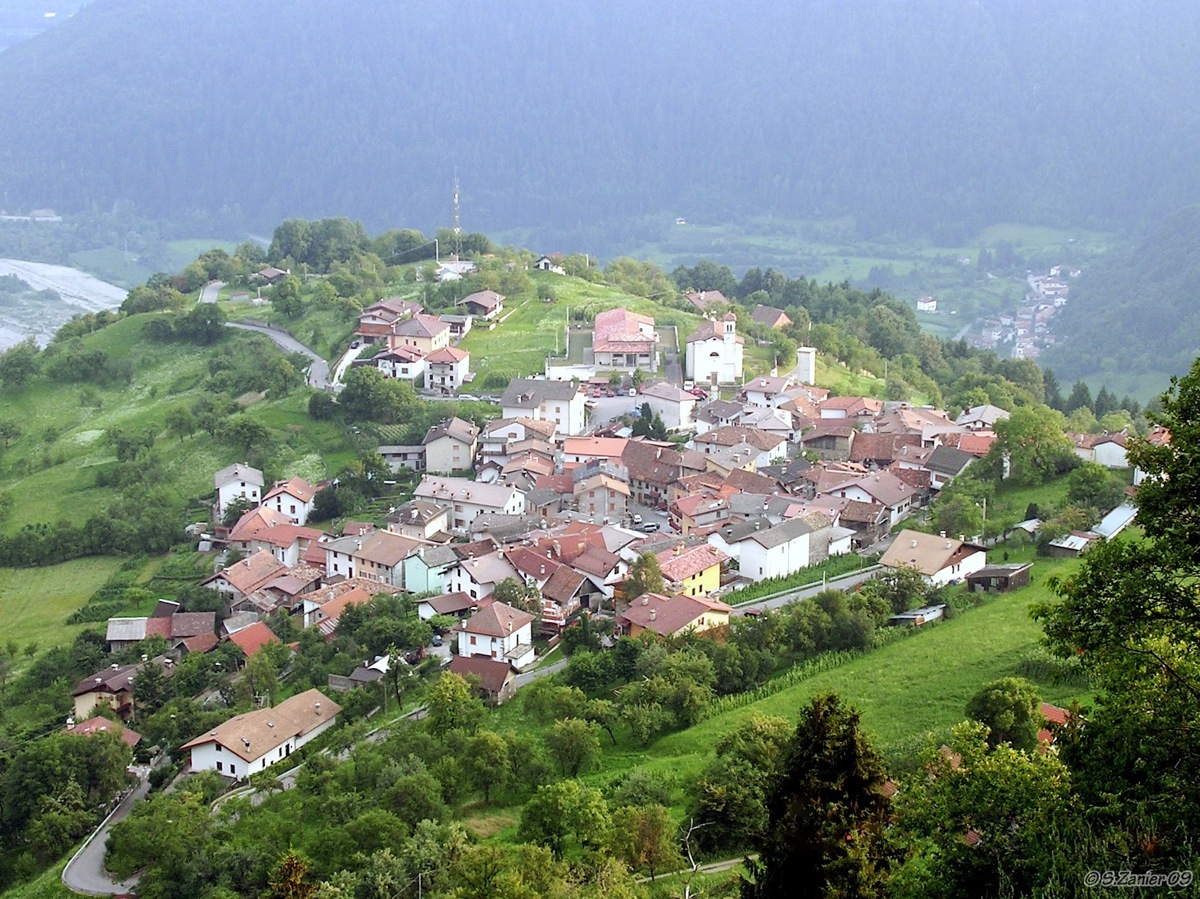
Деревня Кабия, верхняя точка маршрута

## Медалисты
Курсивом выделены участники, чей результат не пошёл в зачёт команды.

### Мужчины
| Дисциплина                                  | Золото | Золото   | Серебро                                                                                                | Серебро  | Бронза                                                                                         | Бронза   |
| ------------------------------------------- | --- | -------- | --- | -------- | ---------------------------------------------------------------------------------------------- | -------- |
| 12,96 км перепад высот: +949 м −949 м       | Марко Де Гаспери Италия                                                                                           | 1:01.05  | Эмануэле Манци Италия                                                                                  | 1:01.08  | Билли Бёрнс Англия                                                                             | 1:01.21  |
| 12,96 км (команды)                          | Италия · Марко Де Гаспери · Эмануэле Манци · Лучо Фрегона · Алессио Ринальди · Антонио Молинари · Андреа Агостини | 19 очков | Франция · Тьерри Брёй · Жиль Бессер · Жан-Кристоф Дюпон · Сильвен Ришар · Раймон Фонтен · Гийом Фонтен | 39 очков | Англия · Билли Бёрнс · Джон Браун · Джон Тейлор · Мартин Кокс · Роберт Хоуп · Майкл Булдстридж | 104 очка |
| Юниоры 8,55 км перепад высот: +590 м −590 м | Стефано Скаини Италия                                                                                             | 34.21    | Флориан Хайнцле Австрия                                                                                | 34.52    | Давиде Спини Италия                                                                            | 35.58    |
| Юниоры 8,55 км (команды)                    | Италия · Стефано Скаини · Давиде Спини · Марко Ринальди · Мирко Ризина                                            | 10 очков | Польша · Хенрик Шост · Томаш Бжеский · Анджей Ляховский · Бартломей Кусь                               | 39 очков | Словения · Митя Косовель · Петер Ламовец · Петер Кастелиц · Матиц Млинар                       | 45 очков |

### Женщины
| Дисциплина                                   | Золото                                                                                   | Золото   | Серебро                                                                        | Серебро  | Бронза                                                                     | Бронза   |
| -------------------------------------------- | ---------------------------------------------------------------------------------------- | -------- | ------------------------------------------------------------------------------ | -------- | -------------------------------------------------------------------------- | -------- |
| 8,55 км перепад высот: +590 м −590 м         | Мелисса Мун Новая Зеландия                                                               | 38.02    | Анна Пихртова Чехия                                                            | 38.17    | Изабела Заторская Польша                                                   | 38.50    |
| 8,55 км (команды)                            | Италия · Розита Рота-Гельпи · Пьеранджела Баронкелли · Флавия Гавильо · Даниэла Спилотти | 38 очков | Польша · Изабела Заторская · Ирена Чута-Пакош · Алиция Еж · Барбара Твардохлеб | 41 очко  | Австрия · Андреа Майр · Корнелия Хайнцле · Элизабет Зингер · Каролин Кефер | 50 очков |
| Юниорки 5,41 км перепад высот: +325 м −325 м | Леа Феч Швейцария                                                                        | 27.25    | Сара Девой Новая Зеландия                                                      | 27.36    | Агнешка Стафа Польша                                                       | 27.37    |
| Юниорки 5,41 км (команды)                    | Польша · Агнешка Стафа · Малгожата Гурская · Анна Войтович                               | 8 очков  | Италия · Элиза Деско · Валерия Маринони · Микела Бельтрандо                    | 11 очков | Новая Зеландия · Сара Девой · Джейн Налдер · Люси Кант                     | 18 очков |

## Медальный зачёт
Медали завоевали представители 9 стран-участниц.
 Принимающая страна
| Место | Страна         | Золото | Серебро | Бронза | Всего |
| ----- | -------------- | ------ | ------- | ------ | ----- |
| 1     | Италия         | 5      | 2       | 1      | 8     |
| 2     | Польша         | 1      | 2       | 2      | 5     |
| 3     | Новая Зеландия | 1      | 1       | 1      | 3     |
| 4     | Швейцария      | 1      | 0       | 0      | 1     |
| 5     | Австрия        | 0      | 1       | 1      | 2     |
| 6     | Франция        | 0      | 1       | 0      | 1     |
| 6     | Чехия          | 0      | 1       | 0      | 1     |
| 8     | Англия         | 0      | 0       | 2      | 2     |
| 9     | Словения       | 0      | 0       | 1      | 1     |
| Всего | Всего          | 8      | 8       | 8      | 24    |